# Costas Kondylis
Constantine Kondylis, más conocido como Costas Kondylis (Buyumbura Burundi —luego Ruanda-Urundi—; 17 de abril de 1940-17 de agosto de 2018), fue un arquitecto estadounidense de origen griego.

## Biografía
Instalado en los Estados Unidos desde 1967, construyó una gran cantidad de rascacielos en Nueva York. Trabajó mucho con Donald Trump. Diseñó generalmente edificios de estilo posmoderno.
En 1989 fundó el estudio de arquitectura Costas Kondylis and Partners, LLP,  situado en Manhattan, Nueva York. Tanto el estudio como algunos de sus edificios aparecieron en varias revistas. Entre ellas Architectural Digest, The New York Times, The New Yorker, Town & Country y Vogue. También ha sido el tema de un documental de televisión.
En palabras del promotor inmobiliario Larry Silverstein, para quien diseñó las Silver Towers, Costas «diseña edificios atractivos, sencillos y funcionales».

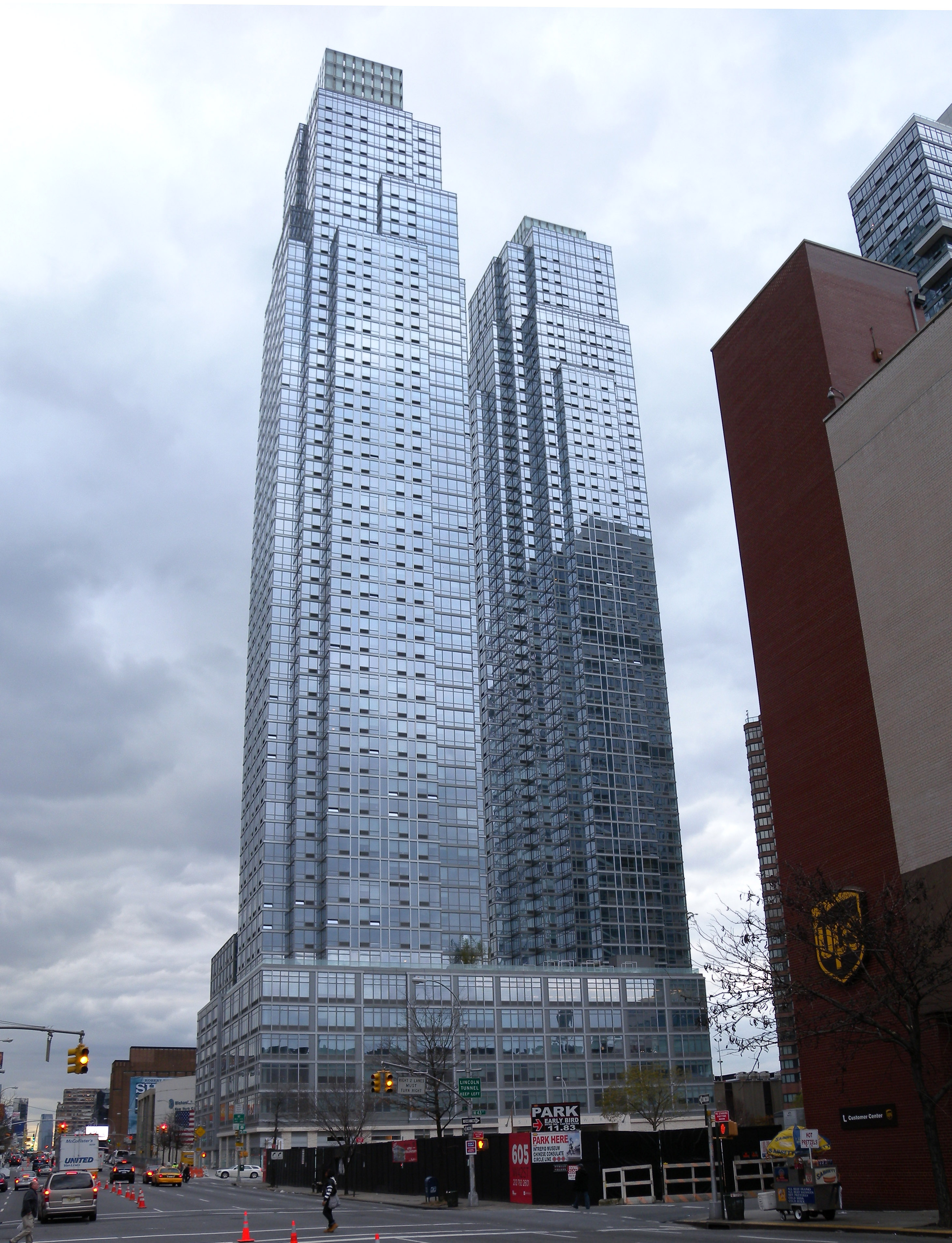
Silver Towers

## Proyectos
- 1049 5th Avenue
- Riverside South (también conocido como Trump Place)
- Barclay Tower
- The Caroline
- The Anthem
- The Strathmore
- Silver Towers (2009)
- Trump International Hotel and Tower
- Trump World Tower (2001)
- One Riverview (Newark)